# Макавчук Федір Федорович
Фе́дір Фе́дорович Макавчу́к (нар. 26 липня 1957)  — український військовик, генерал-лейтенант, колишній керівник військової служби правопорядку України.

## Життєпис
Народився 26 липня 1957 року в родині військовослужбовця у поселені Сертолово-1 (нині в межак одноїменного міста в Ленінградській області РФ).
1978 року закінчив Ленінградське вище загальновійськове командне училище та у 1987 році Військову академію імені М. В. Фрунзе.
Пройшов шлях від командира мотострілецького взводу до командира окремої бригади, обіймав посаду начальника 169-го окружного навчального центру.
У серпні 1998 року отримав чергове військове звання «генерал-майор».
У 2001 здобув військову освіту оперативно-стратегічного рівня в Національній академії оборони України, а в 2007 році — повну вищу освіту за спеціальністю правознавство.
У квітні 2002 року призначений заступником начальника Головного управління ВСП ЗС України, а з липня 2002 року — першим заступником начальника Головного управління ВСП ЗС України.
У листопаді 2007 року призначений начальником Військової служби правопорядку у Збройних Силах України — начальником Головного управління Військової служби правопорядку Збройних Сил України.
У грудні 2011 року отримав чергове військове звання «генерал-лейтенант».
Робота Ф. Ф. Макавчука у ВСП припала у скандальний для української армії період президентства Януковича та його ставлеників (Міністрами оборони були сумнозвісні: М.Єжель, Д.Саламатін, П.Лебедев та одіозний очільник Генерального штабу-регіонал Г.Педченко).

## Нагороди
За зразкове виконання військового обов'язку, досягнення високих показників у бойовій і професійній підготовці, відзначений:
- медаллю «За військову службу Україні»[4]